# Выезд (Владимирская область)
Выезд — деревня в Гороховецком районе Владимирской области России, административный центр Куприяновского сельского поселения.

## География
Деревня расположена в 3 км к югу от Гороховца.

## История
По переписным книгам 1678 года деревня входила в состав Красновского прихода, в ней было 26 дворов крестьянских. 
В конце XIX — начале XX века деревня входила в состав Красносельской волости Гороховецкого уезда. В 1859 году в деревне числилось 63 двора, в 1905 году — 99 дворов, в 1926 году — 124 хозяйств.
С 1929 года деревня в составе Куприяновского сельсовета Гороховецкого района, с 2005 года — центр Куприяновского сельского поселения.

## Население
| 1859 | 1905 | 1926 | 2002 | 2010 | 2021 |
| ---- | ---- | ---- | ---- | ---- | ---- |
| 543  | ↗682 | ↘579 | ↘283 | ↘257 | ↗289 |

## Инфраструктура
В деревне находятся Гороховецкий районный дом культуры и спорта, фельдшерско-акушерский пункт, бывшая общеобразовательная школа закрыта.

## Известные люди
В Выезде в 1860 году родился Иван Александрович Шорин, основатель и хозяин Гороховецкого котельного и судостроительного завода. 